# Návod k použití železnice
Návod k použití železnice (německy Gebrauchsanweisung fürs Zugreisen, 2021, česky Labyrint 2023) je cestovatelská příručka spisovatele Jaroslava Rudiše, která zve na exkurzi po kolejích celé Evropy. Čtenář se stává svědkem autorovy nezměrné fascinace železničním světem, díky které je vtažen do tohoto prostředí a je seznamován do nejmenšího detailu nejen s historií, ale i současnou podobou železnice. Dále se seznamuje s lidmi pracujícími u železnice, kteří jsou autorovými blízkými přáteli, a prožívá s nimi nevšední události a příběhy, které píše sám život. Příručka je plná železničářské hantýrky, historických faktů, humoru i nostalgie.

## Obsah
V úvodu se čtenář dozvídá o autorově nenaplněné touze stát se strojvůdcem i lásce (na celý život) k železnici. Následně poznává jednotlivá doporučení k cestování vlakem, aby byl požitek z jízdy co nejlepší, proč železnice a lokomotivy inspirovaly tolik hudebníků a skladatelů nebo je poučen o historii tištěných jízdních řádů a jejich vývoji, respektive zániku. Nechá se překvapit, jaké jméno nebo dokonce přezdívku má kde jaká lokomotiva, protože fantazii se zde opravdu meze nekladou. V jedné z kapitol se dočítá o jeho nejbláznivější cestě vlakem, která vedla napříč Německem, trvala 40 hodin (ve vlaku) a měřila 2600 kilometrů – jednalo se o experiment, a autor ji zaznamenal formou deníku. Důležitou součástí autorova cestování po kolejích je jídelní vůz, kde píše své příběhy, potkává se s lidmi, a předkládá i seznam svých nejoblíbenějších „vlakových“ pokrmů. Dále se vydává po stopách Švejka nebo původní horskou tratí z Arth-Goldau Švýcarskem. Také provede čtenáře pohraniční oblastí mezi Slovinskem a Itálií do Terstu. Text je doplněn fotografiemi, jež dokreslují danou atmosféru.

## Přijetí díla
Ve své recenzi Kristýna Skalníková oceňuje uvážlivou koncepci a nezahlcující rozsahy kapitol, které podle ní končí vždy v pravou chvíli. Předpokládá, že kniha nadchne i čtenáře, kteří nesdílejí takovou vášeň k železnici jako sám autor a na trati se ocitají pouze z nutnosti. Zatímco ona má výhrady k části popisující různé modely vlaků a jejich slangové přezdívky, ve smyslu otravného popisu, Martin Liška ve své recenzi uvádí, že autor v této kapitole podává informace srozumitelným jazykem, který nezahltí ani naprostého laika. Liška říká: „[…] je velmi čtivá, nejen pro informace v ní obsažené, ale i díky zvukomalebnosti a obrazotvornosti, které vznik jednotlivých přezdívek doprovázely.“ Dále zmiňuje, že Rudišův návod mohou brát čtenáři jako inspiraci ke zpomalení i návratu do časů našich předků a zamyslet se nad rolí, kterou železnice od dob svého vzniku až po současnost hrála.